# Jennifer Holland
Jennifer Holland (* 9. listopadu 1987) je americká herečka a modelka. Proslavila se rolí Emilie Harcourtové v DC Extended Universe, zahrála si například ve filmech Sebevražedný oddíl, Black Adam, Shazam! Hněv bohů a v seriálu Peacemaker. Její manžel James Gunn je známý režisér.

## Kariéra
V sedmnácti letech se přestěhovala do Los Angeles, aby se mohla věnovat herecké kariéře.
V roce 2008 si zahrála v krátkém filmu Assorted Nightmares: Janitor, hrála postavu Kate. V roce 2017 si zahrála postavu Becky Phillips v seriálu Sun Records. V roce 2021 si zahrála v superhrdinském filmu Sebevražedný oddíl postavu Emilie Harcourtové. Stejnou roli si zopakovala v roce 2022 v seriálu televize HBO Max Peacemaker a poté i ve filmu Black Adam.

## Osobní život
Od roku 2015 je ve vztahu se známým režisérem Jamesem Gunnem, vzali se v září roku 2022. Její matka pracuje jako zdravotní sestra.

## Filmografie

### Filmy
| Rok  | Název                            | Role             |
| ---- | -------------------------------- | ---------------- |
| 2004 | The Sisterhood                   | Christine        |
| 2005 | House of the Dead 2              | Dívka            |
| 2008 | Svůdné zombie                    | Jessy            |
| 2009 | Prci, prci, prcičky: Kniha lásky | Ashley           |
| 2019 | Syn Temnoty                      | Paní Espenschied |
| 2021 | Sebevražedný oddíl               | Emilia Harcourt  |
| 2022 | Black Adam                       | Emilia Harcourt  |
| 2023 | Shazam! Hněv bohů                | Emilia Harcourt  |
| 2023 | Strážci Galaxie: Volume 3        | Kwol             |
| 2025 | Superman                         | Supermanův robot |

### Televize
| Rok   | Název                              | Role                       | Poznámky       |
| ----- | ---------------------------------- | -------------------------- | -------------- |
| 2004  | Drake a Josh                       | Dívka                      | (1 epizoda)    |
| 2004  | Dante's Cove                       | Tina                       | (1 epizoda)    |
| 2005  | Kriminálka Miami                   | Julie Gannon               | (1 epizoda)    |
| 2009  | Město žen                          | Candee                     | (1 epizoda)    |
| 2010  | Rizzoli & Isles: Vraždy na pitevně | Dívka                      | (1 epizoda)    |
| 2010  | Tak jde čas                        | April                      | Host           |
| 2010  | Sběratelé kostí                    | Nicole Twist               | (1 epizoda)    |
| 2011  | Supah Ninjas                       | Melanie                    | (1 epizoda)    |
| 2012  | All the Wrong Places               | Jackie                     | Televizní film |
| 2012  | American Horror Story: Asylum      | Zdravotní sestra Blackwell | (2 epizoda)    |
| 2013  | Slunečno, místy vraždy             | Ashley Collins             | (1 epizoda)    |
| 2014  | Prozíravost                        | Lucy Halpern               | (1 epizoda)    |
| 2016  | Rush Hour                          | Julia                      | (1 epizoda)    |
| 2017  | Sun Records                        | Becky Phillips             | Hlavní role    |
| 2022– | Peacemaker                         | Emilia Harcourt            | Hlavní role    |